# Áo dài

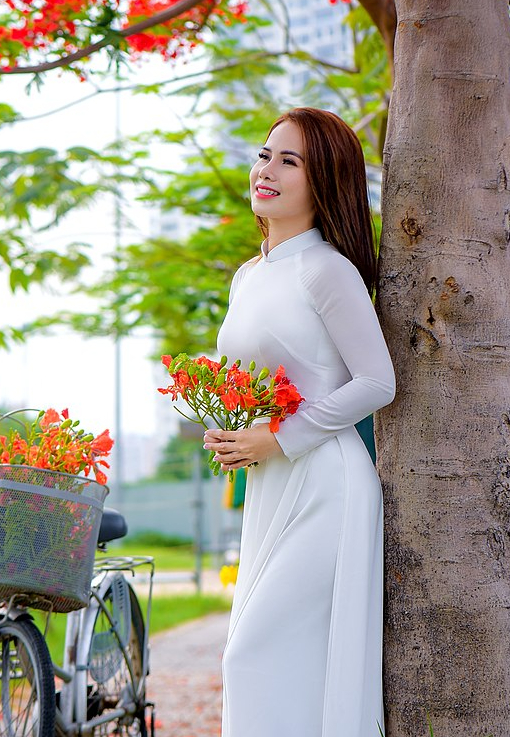
Dívka, která nosí ao dai.

Áo dài (volně přeloženo jako dlouhé tričko[zdroj⁠?!]) je tradiční vietnamský lidový oděv, který v současnosti nosí zejména ženy. V jeho dnešní podobě jde o těsnou, převážně hedvábnou tuniku, která se nosí přes kalhoty.

## Historie
Výraz áo dài, jenž se na jihu vyslovuje ao jai a na severu  ao zai, se původně používal pro oděv, který se v 18. století nosil na dvoře dynastie Nguyễn ve městě Hue a z něhož se časem vyvinulo pětidílné roucho zvané áo ngũ thân, jež v 19. a počátkem 20. století nosila šlechta. Oděv prošel během let řadou úprav až získal svou dnešní podobu.
Áo dài se vždy nosilo více na jihu než na severu země. Komunisti, kteří se v Severním Vietnamu ujali moci v roce 1954 a na jihu v roce 1975, sice považovali áo dài za tradiční oděv, ale jeho moderní verze, spojené s "dekadentním" Saigonem 60. a 70. let 20. století, striktně odsuzovali.
Konec 80. let, kdy státní podniky a školy začaly zavádět áo dài opět jako uniformu, znamenal pro tento tradiční oděv obrození.
Vietnamské ženy jej v současnosti nosí zejména při významnějších příležitostech. Áo dài je též uniformou letušek Vietnamských aerolinií a studentky nosí první školní den na střední škole a při promoci na vysoké škole bílé áo dài.